# Dürener Originale
Die Dürener Originale sind Personen aus Düren in Nordrhein-Westfalen, die aufgrund besonderer Eigenheiten als Originale in die Stadtgeschichte eingingen. Sie sind teilweise als Figuren an dem Brunnendenkmal der Dürener Originale in der Haupteinkaufsstraße in Düren, der Wirtelstraße, nahe der Einmündung Kleine Zehnthof Straße, verewigt. Bei der alljährlichen Annakirmes gibt es einen Bierstand mit den Originalen und seit einigen Jahren gibt es den Karnevals- und Mundartverein „Die Dürener Originale“.

## Hohns Kippchere
Die Gebrüder Josef und Ignaz Hohn, zwei eingefleischte Junggesellen, von Figur klein, lebten bis etwa 1930. Ihr Hauptbetätigungsfeld war der nördliche Stadtteil. Sie glichen sich wie ein Ei dem anderen. Sie trugen sogar die gleiche Kleidung. Immer stritten sie untereinander; einig waren sie aber in ihrem Durst und im Gebrauch der gemeinsamen, irdenen Pfeife, die fast nie ausging. Mit Leitern, Eimerchen und Wissquass (Malerquast) kälkten sie als Gelegenheitsarbeiter bei Interessenten Keller und Pferdeställe, nicht ohne einen Vorschuss für „Brandewing“ (Branntwein) zu fordern.

## Ricks Fraasch
Franz Rick (* 10. September 1843 in Düren; † 29. November 1893 in Aachen) war Tagelöhner und Kohlenhändler. Er wohnte 1882 in der Kämergasse Nr. 34 und später in der Nagelschmiedsgasse 5. Vermutlich zwischen 1887 und 1888 verzog er nach Aachen, Gasborn Nr. 31, denn im Adressbuch Düren von 1889/90 ist seine Frau Catharina Magdalena Rick geb. Kuepper, die von Beruf Blumenmacherin und später Obsthändlerin war, nur als Frau von Franz angegeben. Franz Rick taucht nach 1889/90 in keinem Dürener Adressbuch mehr auf. 
Franz Rick war der Sohn des Fabrikarbeiters Johann Rick und Gertrud Rick geb. Bund († 18. Februar 1900). Franz Rick und Catharina Magdalena geb. Küpper heirateten am 31. Januar 1868. 
Harmlos und heiteren Gemütes hatte er sich selbst den Namen Fraasch oder Frasoa (Francois) zugelegt, um wohl damit als Mann einer Blumenfrau sein „gebildetes Wesen“ darzutun. Er war fleißig und sauber, auch wenn er oft und reichlich dem Alkohol zusprach. Seine Hauptbeschäftigung war ein Kohlen- und Lohkuchen-Handel. Mit seinem Handkarren und dem großen Ziehhund Cäsar gehörte er zum damaligen Stadtbild. Sein Frühstück nahm er immer mit seinem Hund (bis auf den Schnaps). Fraasch hatte sich einmal vor Gericht zu verantworten. Auf die Frage des Richters nach seinem Namen antwortete er mit Pathos: Ihr kennt mich nicht, Ihr edlen Herren? Mein Name ist doch weit bekannt. Sogar die Krähen in der Luft ihn kennen, indem sie rufen: Fraasch, Fraasch, Fraasch.

## Peter Rick
Der städtische Orgeldreher Peter Rick vom Steinweg in Düren lebte um die Jahrhundertwende des 19./20. Jahrhunderts und war der Bruder von Rick’s Fraasch. Er wurde damals von vielen Bürgern irrtümlich mit dem Namen seines Bruders angesprochen. Immer „die Mutz“, eine irdene Pfeife, oder einen Zigarrenstummel in einem Mundwinkel, pfiff er munter aus dem anderen Mundwinkel zu seinen Orgelmelodien.

## Et Schmecke Marie
Eine „Schmeck“ ist eine Peitsche, die Maria schon als weiblichen Fuhrmann auswies. Maria Elsen, so der bürgerliche Name, war Ausfahrerin für die damalige Wäscherei Pley in der Rurstraße. Gelegentlich nahm sie in Körben oder Säcken Kartoffeln oder Gemüse von den Bauern auf ihrem Pferdewagen mit. Nachdem die Wäscherei ihren Betrieb eingestellt hatte, machte sich Maria Elsen selbstständig. Mit ihrer untersetzen Figur, immer in langen Hosen -damals noch ungewöhnlich- und einer Schlägermütze (Baskenmütze) auf kurzgeschnittenem Haar, dazu ständig die Zigarette im Mund, wirkte sie wie ein Mann. Sie wohnte in der Girbelsrather Straße in Düren, später in Rölsdorf in einem kleinen, alten Haus, am Ende der Straße Zum Volkspark (damals Burgstraße), rechts, kurz vor dem Lendersdorfer Mühlenteich. An dem Brunnendenkmal der Dürener Originale ist Schmecke Marie mit ihrem Pferdewagen dargestellt.

## Et Schwatz-Trienche

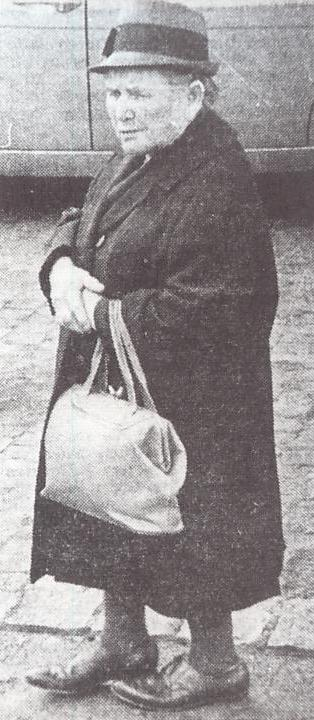
Schwatz Trienche

Katharina Schwarz (* 1889; † 14. März 1968) war nur etwa 150 cm groß. Sie lebte in der Hansemannstraße 19 in Düren. Stets mit einem Regenschirm „bewaffnet“, hatte sie auch immer eine große lederne Einkaufstasche dabei. Sowohl im Sommer wie auch im Winter trug sie einen langen schwarzen Tuchmantel und einen schwarzen Kapotthut. Nach dem Krieg fuhr sie von Düren aus auf die umliegenden Dörfer, um bei den Bauern zu „hamstern“. Bei der Rückkehr lugten aus der Tasche meistens fette Speckseiten heraus. Katharina Schwarz starb in einem Altersheim in Hürtgenwald-Vossenack. Sie wollte immer mit „Fräulein Schwarz“ angesprochen werden. Sie ist auf dem Brunnen der Dürener Originale in der Wirtelstraße nicht verewigt worden, weil ihre Nachfahren die Zustimmung verweigerten.

## Laute Dei
Theodor Lauter, genannt Laute Dei, war als „Philharmoniker der kleinen Leute“ bekannt. Mit seinem Akkordeon (im Volksmund „Quetschbüggel“ genannt) sang er Liedchen für sein Publikum auf der Straße, wobei er eine feste Route durch die Stadt einhielt. Beim Singen nahm er die obligatorische Pfeife nicht aus dem Mund und stampfte mit den Füßen im Takt auf. Sein Markenzeichen war eine Kappe mit der goldenen Aufschrift „Dürener Stadtmusikant“. Er trug werktags meistens eine selbst entworfene Uniform und sonntags einen dunkelgrünen Gehrock.
Mit bürgerlichem Namen hieß er Theodor Lauter (* 29. März 1888 in Düren; † 16. Dezember 1940) und wohnte 1928 in der Kämergasse 30 in Düren. 1938 wohnte er In der Stadt im Haus Waisenhausstr. 2. Er spielte bis 1938, da er in diesem Jahr seine Spielberechtigung verlor.

## Lenzen’s Zipperä
Lenzen’s Zipperä war ein kleiner Bauarbeiter (158 cm groß) mit merkwürdigen Zuckungen (med. Chorea Huntington). Er war ein ausgesprochener Fabulierer und erzählte seine Geschichten oftmals auf dem Markt, umringt von einer Kinderschar, die, je nach Alter, atemlos an seinem Mund hingen oder sich vor Lachen schüttelten. Mit bürgerlichem Namen hieß er Jakob Lenzen (* 15. Januar 1885; † 15. November 1968) und wohnte in der Eberhard-Hoesch-Straße in Düren. Er war in beiden Weltkriegen hoch dekoriert worden.

## De Ahle Wölk
De Ahle Wölk (der alte Wölk) (* 14. Januar 1849; † 6. Januar 1914), hieß Wilhelm Ernst Wölk. Er hatte einen Tirpitzbart und wurde im Kreis Insterburg in Ostpreußen geboren. 1868 trat er in das Militär ein und nahm 1870/71 am Frankreichfeldzug teil. 1874 wurde er zum Sergeant befördert. 1881 nahm er seinen Dienst in Düren auf. Wölk war einer der drei Dürener Stadtpolizisten und ein Original. Er regelte alle Unregelmäßigkeiten unbeachtet des Dienstweges ohne Papierkrieg sofort in eigener Regie. Wölk wohnte 1881 in der Pletzergasse 23, ab 1900 und bis zum Tode in der Burgstraße 18 in Düren.

## Et Pippche
Josef Schneider war von Beruf Kesselflicker und wohnte im Steinweg in Düren. Er lebte gut davon, Löcher in den Töpfen zu flicken. Dabei pfiff er immer ein Lied vor sich hin.

## Doete-Döppche
Karl Emonds wurde nicht nur Doete-Döppche, sondern auch Emonse Juffe genannt. Er war von Beruf Schuster, aber ohne eigenen Laden. Emonds zog von Haus zu Haus und reparierte die Schuhe vor Ort. Er hatte stets ein Lächeln im Gesicht und irgendeine Pfeife im Mund. Seine Nase war rot und glich einer großen Erdbeere. Auf dem Kopf trug er eine sogenannte Franzosenkappe. Eines seiner Hosenbeine hatte stets Hochwasser. Er versuchte sich immer wieder als Dichter von Knittelversen. Einer dieser Verse lautete: „Me arbeet sich kromm on stief, on kritt doch keene lenge Kiddel an de Lief“ (Man arbeitet sich krumm und steif, und bekommt doch keinen leinenen Kittel an den Leib).

## Kies Wellem
Wellem ist der mundartliche Ausdruck für den Namen Wilhelm. Wilhelm wohnte in einem Haus, welches an die Stadtmauer in der Wallstraße in Düren angelehnt war. Er stand während der Annakirmes und auch zu Zeiten der Prozessionen auf dem Ahrweilerplatz und verkaufte heiße Würstchen. Jeder Käufer durfte sein Würstchen in den Senf tauchen, den er auf einem großen Teller bereithielt. Arbeitete er nicht an seinem Würstchenstand, war er als Hundschlächter in Stadt und Kreis unterwegs.

## Bubbel Adam
Adam Adlesch wohnte in der Dürener Kämergasse. Mundartlich Bubbele tun Leute, die viel und gerne reden, manchmal auch mit sich selbst. So war es auch bei Adam. Er redete nicht nur mit anderen, sondern am liebsten mit sich selbst. Die Pänz (Kinder) liefen oft hinter ihm her und riefen: Bub, bub, Bubbel Adam. Das machte ihn immer wütend und er versuchte ein Kind zu erwischen, was ihm aber selten gelang.

## De Kurasch
Kreuer (Vorname nicht bekannt) lebte Ende des 19. Jahrhunderts. Den Spitznamen erhielt er, weil er immer Geschichten erzählte, in denen er sich selbst als besonders mutig (couragiert = kuragiert) darstellte.

## De Wuesch Hannes
Johann Westfalen wohnte in der Kölnstraße in Düren. Der Spitzname setzt sich zusammen aus dem mundartlichen Begriff Wuesch (=Wurst) und Hannes (Johannes). Er liebte Wurst in jeder Art. Deshalb klapperte er die Dürener Metzgereien ab und bettelte mit einem mundartlichen Vers um ein Stück Wurst, was er meistens auch bekam.

## Schöppe Jupp
Josef Vosen (1943–2012) war von 1984 bis 1999 Bürgermeister der Stadt Düren. Bei sehr vielen Fotos, die in der Presse erschienen, hielt er eine Schöppe (Schaufel) in der Hand, um irgendwo den ersten Spatenstich zu vollziehen. Er wurde 2012 zum Ehrenbürger ernannt.

## Tinnie
Hubertine „Tinnie“ Savelsberg (* 17. Juni 1944, † 22. Dezember 2002) war eine kleinwüchsige Frau, die durch ihre Bettelei bekannt war, obwohl sie es als Bewohnerin der Rheinischen Klinik nicht nötig hatte. Stadtbekannt war ihr Bettelspruch: „Liebchen, haste mal ’ne Mark? – Bitte bitte!“ Fragte man sie wofür, so antwortete sie zuweilen: „Ich muss nach Wollersheim!“ Zeitweise tat sie sich auch als Malerin hervor. 

## Flöte Kuck
Joseph Kuck lebte um 1880/1883 und wohnte in der Kämergasse. Kuck musizierte vor den Häusern und wenn er einen Obolus bekam, wanderte er weiter. Zuerst spielte er auf einer Blechflöte, die er für einen Groschen auf der Annakirmes gekauft hatte. Später ersetzte er sie durch eine hölzerne Seitenflöte.
Kuck spielte immer die passenden Melodien für die Hausbewohner. So erklangen zum Beispiel auf der Freitreppe des an der Oberstraße stehenden landrätlichen Hauses Stürtz nur Kirchen- und Marienlieder, da der Landrat katholischer Konfession war. Vor der Villa des evangelischen Fabrikanten Wilhelm Hoesch erklangen nur weltliche Lieder mit patriotischem Charakter.

## Bolze-Zalopp
Um die Jahrhundertwende gab es in Düren noch Pferdeschlächter. Einer davon war der Dürener „Bolze-Zalopp“. Er verkaufte seine Ware erst in der Kämergasse und später im Bongard. Seine Pferdewurst soll sehr beliebt gewesen sein. Aus Erzählungen weiß man, dass die Wurst wegging wie warme Semmeln.

## Tü Tü Löschhorn
Lorenz Bortscheid war ein Feuerwehrmann im damaligen Düren. Seine Durstlöschaktionen in den Kneipen brachten ihm den Spitznamen „Tü Tü Löschhorn“ ein. Er wurde dadurch bekannt, dass er sich lieber einen genehmigte, als zu arbeiten. Wenn er dann ein wenig zu alkoholisiert war, leuchtete seine Nase so rot, dass man ihn schon aus weiter Entfernung erkennen konnte.